# 람슈타인 공군기지

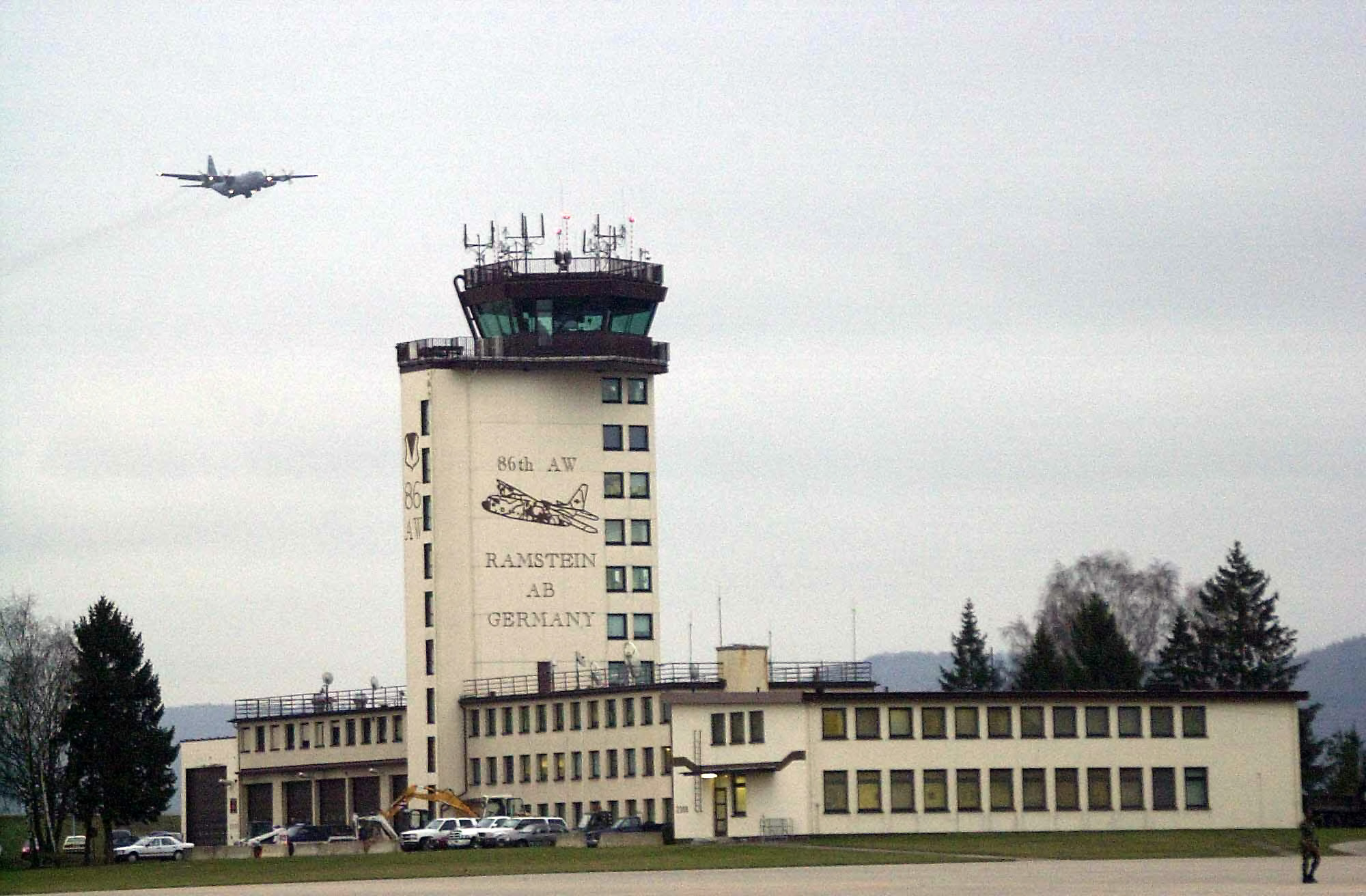
람슈타인 공군 기지

람슈타인 공군 기지( - 空軍基地, 영어: Ramstein Air Base, IATA: RMS, ICAO:  ETAR)는 독일 라인란트팔츠주 카이저슬라우테른에 있는 미국 공군 기지이다. 인근 도시인 람슈타인미젠바흐(Ramstein-Miesenbach)에서 이름을 따왔다.

## 오산 공군기지
미국 공군 제17공군 사령부가 주둔하고 있는 독일 람슈타인 공군기지는 제7공군 사령부가 위치한 대한민국 오산 공군기지와 비슷하다. 람슈타인에는 나토 공군 사령부도 설치되어 있어서, 미국 미사일 방어 본부와 나토 미사일 방어 본부가 함께 있다. 오산에도 미국 미사일 방어 본부와 한국 미사일 방어 본부가 함께 있다.

## MD
2016년 5월 12일 루마니아 데베셀루 공군기지에서 지상형 이지스 BMD를 세계 최초로 배치, 가동식을 가진데 이어, 13일 폴란드 레드지코보 공군기지에 2번째 지상형 이지스 BMD 착공식을 가졌다. 독일 람슈타인 공군 기지에 들어서는 지휘통제센터가 유럽 전역의 MD 체계를 지휘하면 나토의 유럽 MD 체계는 완성된다.
2016년 7월 8일 폴란드 바르샤바에서 개최된 나토정상회담에서, 미국이 유럽에 배치한 미사일방어(MD) 시스템의 작전통제권을 미국 오바마 대통령으로부터 넘겨받았다.

## 관련뉴스
2016년 7월, 영국 런던 주재 북한 대사관의 공식적 2인자이자, 실질적 1인자인 태영호 공사가 독일 람슈타인 공군 기지에서 한국으로 수송되었다.

## 주둔
- 제86항공수송단 (86th AW)
- 제435공지작전단 (435th AGOW)